# Asztijan
Asztijan (perski: آشتيان) – miasto w Iranie, w ostanie Markazi. W 2016 roku liczyło 8763 mieszkańców.